# Sedat Artuç
Sedat Artuç (ur. 9 czerwca 1976 w Bitlisie) – turecki sztangista, brązowy medalista igrzysk olimpijskich i mistrzostw świata oraz wielokrotny medalista mistrzostw Europy.

## Kariera
Pierwszy sukces osiągnął w 1998 roku, kiedy na mistrzostwach Europy w Riesa zdobył srebrny medal w wadze koguciej. W zawodach tych rozdzielił na podium Bułgarów: Iwana Iwanowa i Najdena Rusewa. Wynik ten powtórzył na rozgrywanych cztery lata później mistrzostwach Europy w Antalyi, gdzie lepszy był tylko Białorusin Witalij Dzierbianiou. W 2003 roku zajął trzecie miejsce podczas mistrzostw świata w Vancouver, plasując się za Chińczykiem Wu Meijinem i Rumunem Adrianem Jigău. Rok później wystartował na igrzyskach olimpijskich w Atenach, gdzie zdobył brązowy medal. Z wynikiem 280 kg uległ tam tylko swemu rodakowi Halilowi Mutlu oraz Wu Meijinowi. Zdobył także złote medale na mistrzostwach Europy w Kijowie w 2004 roku i rozgrywanych rok później mistrzostwach Europy w Sofii.
We wrześniu 2005 roku został zawieszony przez IWF na dwa lata za stosowanie dopingu. Po upływie kary wystąpił między innymi na igrzyskach w Pekinie w 2008 roku, jednak nie zaliczył żadnej próby i nie został sklasyfikowany. Zdobywał również medale w podrzucie i rwaniu na igrzyskach śródziemnomorskich.

## Wyniki na igrzyskach olimpijskich
LIO 2004
| Konkurencja   | Próba pierwsza | Próba pierwsza | Próba druga | Próba druga | Próba trzecia | Próba trzecia | Klas. końcowa | Klas. końcowa | Klas. końcowa | Miejsce |
| Konkurencja   | Rwanie         | Podrzut        | Rwanie      | Podrzut     | Rwanie        | Podrzut       | Rwanie        | Podrzut       | Miejsce       | Miejsce |
| ------------- | -------------- | -------------- | ----------- | ----------- | ------------- | ------------- | ------------- | ------------- | ------------- | ------- |
| waga do 56 kg | 125 kg         | 150 kg         | 127,5 kg    | 155 kg      | 127,5 kg      | 155 kg        | 125 kg        | 155 kg        | 280 kg        | 3.      |

LIO 2008
| Konkurencja   | Próba pierwsza | Próba pierwsza | Próba druga | Próba druga | Próba trzecia | Próba trzecia | Klas. końcowa               | Klas. końcowa               | Klas. końcowa               | Miejsce                     |
| Konkurencja   | Rwanie         | Podrzut        | Rwanie      | Podrzut     | Rwanie        | Podrzut       | Rwanie                      | Podrzut                     | Miejsce                     | Miejsce                     |
| ------------- | -------------- | -------------- | ----------- | ----------- | ------------- | ------------- | --------------------------- | --------------------------- | --------------------------- | --------------------------- |
| waga do 56 kg | 115 kg         |                | 115 kg      |             | 115 kg        |               | → Nie został sklasyfikowany | → Nie został sklasyfikowany | → Nie został sklasyfikowany | → Nie został sklasyfikowany |